# Leptacis mirabilis
Leptacis mirabilis är en stekelart som först beskrevs av Alan Parkhurst Dodd 1914.  Leptacis mirabilis ingår i släktet Leptacis och familjen gallmyggesteklar. Inga underarter finns listade i Catalogue of Life.